# Кардељак
Кардељак (фр. Cardeilhac) насеље је и општина у јужној Француској у региону Миди Пирене, у департману Горња Гарона која припада префектури Сен Годан.
По подацима из 2011. године у општини је живело 256 становника, а густина насељености је износила 13,91 становника/km². Општина се простире на површини од 18,41 km². Налази се на средњој надморској висини од 440 метара (максималној 488 m, а минималној 335 m).

## Демографија
| 1962. | 1968. | 1975. | 1982. | 1990. | 1999. | 2011. |
| ----- | ----- | ----- | ----- | ----- | ----- | ----- |
| 257   | 310   | 264   | 232   | 251   | 230   | 256   |

График промене броја становника у току последњих година